# Endogénisme
L'endogénisme  est une conception linguistique qui consiste à privilégier et à promouvoir une norme linguistique nationale endogène, plutôt qu’une norme internationale commune. Cette conception existe dans les sociétés utilisant une langue, comme l'anglais, l'allemand, l'espagnol ou le français, etc., parlée par plusieurs nations différentes. Les termes endogéniste  et endogénisme  ont été introduits dans le débat sur la norme au Québec par le linguiste Lionel Meney. 

## L’endogénisme au Québec
Au Québec, l'endogénisme est une conception linguistique relevant à la fois de l'idéologie du standard et de l'idéologie de l'authentique qui consiste à privilégier et à promouvoir une norme linguistique nationale québécoise, le français québécois standard, plutôt qu’une norme linguistique partagée par plusieurs nations francophones, le français standard international. Les partisans de l’endogénisme linguistique, ou endogénistes, considèrent que le français des grammaires et des dictionnaires de référence, comme Le Bon Usage de Maurice Grevisse, le Petit Larousse illustré ou le Nouveau Petit Robert, décrivent un modèle linguistique étranger, une norme exogène, en fait le français de la bourgeoisie parisienne. 
Ils défendent l’idée selon laquelle le français québécois est un système linguistique autonome et homogène, avec ses propres niveaux ou registres de langue et sa norme propre, le français québécois standard. Ce français québécois standard est le français parlé et écrit par les Québécois instruits dans les situations de communication exigeant un registre soutenu. Ils affirment qu’il y a consensus parmi les linguistes québécois et la population sur l'existence de cette norme québécoise. Il convient donc, selon eux, de « rapatrier le jugement linguistique » au Québec, de rédiger un dictionnaire global du français québécois, de légitimer et d'officialiser cette norme endogène avec l’aide de l’État québécois. 
Malgré plusieurs nuances, il existe deux grands courants endogénistes, un courant populiste, qui cherche son modèle dans la langue du peuple québécois, et un courant élitiste, qui le cherche dans celle de l’élite québécoise. Les endogénistes désignent parfois leurs opposants sous le nom d’exogénistes, considérant que ces derniers défendent une norme établie à l’extérieur du Québec. Ceux-ci préfèrent se désigner sous les noms d’internationalisants ou d’internationalistes, considérant que les Québécois ne se situent pas en dehors de la communauté francophone mondiale et qu’ils participent, à leur mesure, à la définition de la norme du français standard international. Selon un sondage mené par l’Office québécois de la langue française en 2004, à la question de savoir si le français correct enseigné dans les écoles du Québec devait être le français international, 76,8 % des personnes interrogées ont répondu par l’affirmative, 23,2 % par la négative.
L’endogénisme linguistique est une forme de nationalisme, mais les deux notions ne se recouvrent pas toujours. Il y a des nationalistes endogénistes et des nationalistes non endogénistes, mais internationalistes, comme le fut le journaliste et homme politique Pierre Bourgault.